# إلمر كوليت
إلمر كوليت (بالإنجليزية: Elmer Collett)‏ هو لاعب كرة قدم أمريكية أمريكي، ولد في 7 نوفمبر 1944 في أوكلاند في الولايات المتحدة.

## وصلات خارجية
- إلمر كوليت على موقع مرجع كرة القدم المحترفة.كوم (الإنجليزية)